# SSV Brixen Handball 2022-2023

## Mercato

### Sessione estiva
| Acquisti | Acquisti            | Acquisti             | Acquisti   | Acquisti |
| R.a      | Nome                | da                   | Modalità   | Note     |
| -------- | ------------------- | -------------------- | ---------- | -------- |
| TS       | Lukas Stricker      | Black Devils         | definitivo | [ 1 ]    |
| AD       | Martin Sonnerer     | Bozen                | definitivo | [ 1 ]    |
| PV       | Kostantinos Mimikos | Anorthosis Famagusta | definitivo | [ 2 ]    |
| TD       | Stanislav Kholodiuk | Faiakas              | definitivo | [ 2 ]    |
| C        | Māris Veršakovs     | Secchia Rubiera      | definitivo | [ 2 ]    |
| TS       | Davide Bulzamini    | Cuenca               | definitivo | [ 2 ]    |

| Cessioni | Cessioni        | Cessioni | Cessioni   | Cessioni |
| R.       | Nome            | a        | Modalità   |          |
| -------- | --------------- | -------- | ---------- | -------- |
| TS       | Arnad Hamzić    | Tikveš   | definitivo |          |
| TS       | Alex Coppola    | Carpi    | prestito   |          |
| C        | Davor Čutura    |          | ritiro     |          |
| TD       | Marco Fantinato | Bozen    | definitivo |          |
| PV       | Andrea Bašić    | Bozen    | definitivo |          |

## Organico

### Giocatori
| N° | Naz.                | Ruolo | Sportivo                | Anno |  |  |
| -- | ------------------- | ----- | ----------------------- | ---- |  |  |
| 1  | Italia (bandiera)   | P     | Mate Volarević          | 1992 |  |  |
| 21 | Italia (bandiera)   | P     | Alex Wierer             | 1996 |  |  |
| 2  | Italia (bandiera)   | A     | Riccardo Di Giulio      | 1995 |  |  |
| 5  | Italia (bandiera)   | A     | Simon Sirot             | 2007 |  |  |
| 6  | Italia (bandiera)   | T     | Davide Bulzamini        | 1995 |  |  |
| 7  | Italia (bandiera)   | A     | Gianluca Dapiran        | 1994 |  |  |
| 10 | Italia (bandiera)   | A     | Stefano Arcieri         | 1998 |  |  |
| 11 | Italia (bandiera)   | T     | Lukas Stricker          | 1997 |  |  |
| 13 | Italia (bandiera)   | PV    | Maximilian Brugger      | 2001 |  |  |
| 17 | Ucraina (bandiera)  | T     | Stanislav Kholodiuk     | 1995 |  |  |
| 18 | Italia (bandiera)   | PV    | Endrit Iballi           | 1998 |  |  |
| 19 | Italia (bandiera)   | T     | Ardian Iballi           | 1994 |  |  |
| 30 | Grecia (bandiera)   | PV    | Kostantinos Mimikos     | 1997 |  |  |
| 34 | Italia (bandiera)   | A     | Felix Mühlogger         | 2002 |  |  |
| 36 | Italia (bandiera)   | PV    | Adam Puntaier           | 2003 |  |  |
| 38 | Italia (bandiera)   | T     | Christian Mitterrutzner | 2001 |  |  |
| 42 | Italia (bandiera)   | T     | Daniel Oberhollenzer    | 2006 |  |  |
| 44 | Italia (bandiera)   | A     | Martin Sonnerer         | 1992 |  |  |
| 47 | Italia (bandiera)   | T     | Axel Rufinatscha        | 2005 |  |  |
| 55 | Lettonia (bandiera) | T     | Māris Veršakovs         | 1986 |  |  |

### Staff
- Allenatore:  Davor Čutura
- Vice allenatore:  Rudolf Neuner
- Preparatore dei portieri:  Dimitrije Pejanović